# Damernas hopp i gymnastik vid olympiska sommarspelen 2012
Damernas hopp i gymnastik vid olympiska sommarspelen 2012 avgjordes den 5 augusti 2012 med 8 gymnaster från totalt 6 nationer. De deltagande kvalificerade sig för hoppet genom kvaltävlingen - däremot fick maximalt två gymnaster från samma land kvalificera sig.

## Medaljörer
| Gren          | Guld                   | Silver              | Brons                 |
| Damernas hopp | Sandra Izbașa Rumänien | McKayla Maroney USA | Maria Paseka Ryssland |

## Resultat

### Kval
| Position | Gymnast                  | Hopp 1  | Hopp 1  | Hopp 1 | Hopp 1   | Hopp 2  | Hopp 2  | Hopp 2 | Hopp 2   | Totalt |
| Position | Gymnast                  | A Score | B Score | Straff | Hoppoäng | A Score | B Score | Straff | Hoppoäng | Totalt |
| -------- | ------------------------ | ------- | ------- | ------ | -------- | ------- | ------- | ------ | -------- | ------ |
| 1        | McKayla Maroney (USA)    | 6.500   | 9.400   |        | 15.900   | 6.100   | 9.600   |        | 15.700   | 15.800 |
| 2        | Sandra Izbașa (ROU)      | 6.100   | 9.400   |        | 15.500   | 5.800   | 9.333   |        | 15.133   | 15.316 |
| 3        | Maria Paseka (RUS)       | 6.500   | 9.033   |        | 15.533   | 5.600   | 8.966   |        | 14.566   | 15.049 |
| 4        | Oksana Chusovitina (GER) | 6.300   | 8.833   | 0.10   | 15.033   | 5.500   | 9.083   |        | 14.583   | 14.808 |
| 5        | Yamilet Peña (DOM)       | 7.100   | 7.833   |        | 14.933   | 5.800   | 8.666   |        | 14.466   | 14.699 |
| 6        | Janine Berger (GER)      | 6.300   | 7.833   |        | 14.133   | 6.000   | 8.833   |        | 14.833   | 14.483 |
| 7        | Brittany Rogers (CAN)    | 5.800   | 8.866   |        | 14.666   | 5.600   | 8.700   |        | 14.300   | 14.483 |
| 8        | Elsabeth Black (CAN)     | 6.300   | 8.500   |        | 14.800   | 5.200   | 8.733   |        | 13.933   | 14.366 |

### Reserver
- Giulia Steingruber (SUI)
- Nastassia Maratjkouskaja (BLR)
- Phan Thi Ha Thanh (VIE)

### Final
| Pos. | Gymnast                  | Hopp 1  | Hopp 1  | Hopp 1 | Hopp 1     | Hopp 2  | Hopp 2  | Hopp 2 | Hopp 2     | Totalt |
| Pos. | Gymnast                  | D Score | E Score | Pen.   | Totalpoäng | D Score | E Score | Pen.   | Totalpoäng | Totalt |
| ---- | ------------------------ | ------- | ------- | ------ | ---------- | ------- | ------- | ------ | ---------- | ------ |
|      | Sandra Izbașa (ROU)      | 6.100   | 9.283   |        | 15.383     | 5.800   | 9.200   |        | 15.000     | 15.191 |
|      | McKayla Maroney (USA)    | 6.500   | 9.666   | 0.3    | 15.866     | 6.100   | 8.200   |        | 14.300     | 15.083 |
|      | Maria Paseka (RUS)       | 6.500   | 8.900   |        | 15.400     | 5.600   | 9.100   |        | 14.700     | 15.050 |
| 4    | Janine Berger (GER)      | 6.300   | 8.833   |        | 15.133     | 6.000   | 8.900   |        | 14.900     | 15.016 |
| 5    | Oksana Chusovitina (GER) | 6.300   | 8.800   |        | 15.100     | 5.500   | 8.966   |        | 14.466     | 14.783 |
| 6    | Yamilet Peña (DOM)       | 7.100   | 7.566   | 0.1    | 14.566     | 5.800   | 8.666   |        | 14.466     | 14.516 |
| 7    | Brittany Rogers (CAN)    | 5.800   | 8.966   |        | 14.766     | 5.600   | 8.600   |        | 14.200     | 14.483 |
| 8    | Elsabeth Black (CAN)     | 0.000   | 0.000   |        | 0.000      | 0.000   | 0.000   |        | 0.000      | 0.000  |